# Werner Hartmann (Maler, 1903)
Werner Hartmann (* 28. Mai 1903 in Emmen; † 13. November 1981 in Klinik Barmelweid, Erlinsbach) war ein Schweizer Maler und Grafiker.

## Leben
Werner Hartmann zog nach Abschluss des Lehrerseminars Hitzkirch nach Paris und studierte an den Akademien Julian und Akademie Ranson bei André Lhote und Roger Bissière. Er liess sich 1923 im Montparnasse-Quartier nieder, ab 1949 in der Rue Boissonade, und unternahm verschiedene Reisen, u. a. regelmässig auf die Insel Porquerolles. 1931 folgte ein längerer Aufenthalt in der französischen Residenz in Fès (Marokko). Die Teilnahme an der Ausstellung Peintres Français d’aujourd’hui 1935 in Brüssel und die Einzelausstellung in der Galerie de Paris 1938 mit einem Bildankauf durch den französischen Staat zeigen seine Integration in der École de Paris.
Er war mit einigen bedeutenden Schweizer Künstlern befreundet und pflegte regen Austausch: Ernst Morgenthaler, Serge Brignoni, Alberto Giacometti, Max von Mühlenen, Otto Charles Bänninger, Paul Basilius Barth, Wilhelm Gimmi und Louis Conne. Wichtig waren ihm auch die Freundschaften mit Musikern wie Conrad Beck, Marcel Mihalovici, Tibor Harsányi, Bohuslav Martinů, Alexander Tscherepnin. Am nächsten stand er wohl den «Peintres de la réalité poétique», die vor allem Stimmung und Empfinden betonten. 1935 hielt er sich in La Sarraz mit Max Ernst, Laszlo Moholy-Nagy und Walter Gropius auf. 1936 nahm er im Schweizer Pavillon an der Biennale von Venedig teil. 1940 zog er in Schweiz, wo er bis 1945 an der Kunstgewerbeschule Luzern unterrichtete.
Nach dem II. Weltkrieg kehrte er nach Paris zurück, wo er eine reiche künstlerische Tätigkeit entfaltete, den Kontakt zur Schweiz aber nicht abbrechen liess. Seine Heirat mit der französischen Musikerin Geneviève Hoummel erfolgte 19561, die Geburt des Sohnes Daniel 1953. Er arbeitete in den folgenden Jahren für mehrere Luzerner Kirchen (Sgraffiti, Wandmalereien, Glasfenster) und erhielt 1962 den Kunst- und Kulturpreis der Stadt Luzern. Seinen Lebensabend verbrachte er vorwiegend im Süden, in Ollioules in der Nähe von Toulon, Südfrankreich.

## Werk
Sein Werk, das dem figurativen Ideal verpflichtet bleibt, umfasst Porträts, Landschaften, dazu auch Stillleben und Interieurszenen. Die verhaltenen Farben der frühen Bilder hellen sich allmählich auf, der Pinselstrich wird lockerer, freier, ohne dass jedoch der straffe Bildaufbau aufgegeben wird. In manchen seiner Bilder vereinen sich südliches Licht und malerischer Schwung und es sind kräftige Kompositionen von oft gewagten Farbzusammenstellungen zu verzeichnen.
Als Innerschweizer in Paris, der den Kontakt zur Heimat nicht abbrechen liess und sich immer wieder, vor allem auch während des Krieges, im heimatlichen Emmen aufhielt, gehört er zu den Schweizer Malern, denen es gelang, französische Malkultur Malerfreunden in der Schweiz zu vermitteln.

## Ausstellungen (Auswahl)

### Einzelausstellungen
- 1928: Kriegs- und Friedensmuseum Musegg, Luzern
- 1934: Kunstmuseum Luzern (vorher im Musée Rath in Genf und in der Galerie Schulthess, Basel)
- 1936: Galerie de Paris, Paris (34 Werke)
- 1946: Musée de l’Athénée, Genf
- 1947: Galerie Véandre, Payerne
- 1949, 1952: Kunstsalon Wolfsberg, Zürich
- 1950: Galerie Marcel Guiot, Paris
- 1950/1953: Galerie Bettie Thommen, Basel
- 1953: «Werner Hartmann», Kunstmuseum Luzern (Katalog)
- 1957/1960/1963/1966/1969: Kunstsalon Wolfsberg, Zürich
- 1961: Galerie an der Reuss, Luzern
- 1961: Neue Galerie, Bern
- 1962: Galerie Maihof, Schwyz
- 1965: «Werner Hartmann», Kunstmuseum Luzern (Katalog)
- 1971: Gemeindegalerie Emmen
- 1979: Kornschütte, Luzern, unter dem Patronat des Stadtpräsidenten, mit Buchvernissage
- 1981: Retrospektive «Werner Hartmann – ein Schweizer Maler in Paris», Seedamm-Kulturzentrum Pfäffikon SZ
- 1984: «Hommage amical à Werner Hartmann» anlässlich der 25-Jahr-Feier des Bestehens der IHA AG, Hergiswil
- 1984: «Hommage à Werner Hartmann», Gedächtnisausstellung, Gemeindegalerie Emmen
- 1986: Retrospektive zum 5. Todestag in der Landis & Gyr, Zug, und Herausgabe einer Erinnerungsschrift
- 1988: «Werner Hartmann: Petits formats – Ölgemälde», Galerie Grüningen in Grüningen
- 1991: Retrospektive aus Anlass des 10. Todesjahres, Kunstsammlung Steffisburg, Villa Schüpbach
- 2000: «Werner Hartmann, Gemälde und Zeichnungen», Galerie am Paradeplatz, Zürich
- 2003: «Werner Hartmann. Emmen – Paris – Emmen», Zum hundertsten Geburtstag, Galerie Gersag, Emmen (Katalog)
- 2011: Galerie 6052, Hergiswil
- 2014: «Werner Hartmann. Farben und Klänge», Gemeindegalerie Sust, Stansstad

### Gruppenausstellungen
- 1925: «Association des artistes suisses à Paris» an einer Ausstellung in der Galerie Siot-Decauville, Paris
- 1929: «Schweizer Maler in Paris», Kunsthalle Basel (Katalog)
- 1930: «Südfrankreich in der Malerei», Kunstmuseum Winterthur
- 1931: Stipendiatenausstellung in Fez, Marokko
- 1935: «Peintres Français d’aujourd’hui» in Brüssel im Rahmen der Weltausstellung
- 1936: Schweizer Pavillon an der Biennale von Venedig
- 1939: Schweizerische Landesausstellung 1939. «Zeichen, Malen, Formen. II. Kunst der Gegenwart», Kunsthaus Zürich
- 1939: «Jüngere französische und schweizerische Maler in Paris», Kunstmuseum Luzern, dann Zürich, St. Gallen und Genf (Katalog).
- 1941: «Section Paris der GSMBA», Kunsthaus Zürich
- 1942: Kunsthalle Bern (Katalog)
- 1947: Ausstellung des Schweizerischen Kunstvereins, Kunstmuseen St. Gallen, Chur und Solothurn
- 1957: «Moderne Kunst in der Innerschweiz», Kunstmuseum Luzern (Katalog)
- 1971: «Les suisses de Paris», Aargauer Kunsthaus Aarau (Katalog)
- 1974: Ausstellung GSMBA Sektion Paris, Anney - Chambéry - Thonon-les-Bains
- 1981: «1936 – eine Konfrontation», Aargauer Kunsthaus Aarau
- 2003: «Paris – Marseille: de la Canebière à Montparnasse», Musée du Montparnasse, Paris; Château Borély, Marseille

## Auszeichnungen
- 1938: Preis der Gleyre-Stiftung
- 1953: Preis an der Biennale von Menton
- 1962: Kunstpreis der Stadt Luzern